# Джехуті (верховний жрець Амона)
Джехуті або Тхуті (д/н — до 1530 до н. е.) — давньоєгипетський державний діяч, верховний жрець Амона у Фівах за правління фараона Яхмоса I.

## Життєпис
Походив з фіванської знаті. Про його діяльність відомо замало. Висловлюється думка, що спочатку брав участь у боротьбі з гіксосами, забезпечував зміцнення XVIII династії. Потім стає начальником скарбниці фараона.
Яхмос I призначив Джехуті на посаду іміра-четеметіу, тобто «начальника над носіями печатки фараона» (одну з найвищих посад, яку обіймали лише члени правлячої династії чи вищі аристократи).
Близько 1550 року до н.е стає верховним жерцем Амона. Його попередник на цій посаді невідомий (можливо, діяв з часів Камоса). Разом з адміністративними обов'язками доклав зусиль до відродження фіванського храму Амона та статусу фіванського жрецтва, яке з цього часу набуває більшої ваги за жрецтво Мемфісу.
Помер до 1530 року до н. е. Його змінив Мінмонту .